# Gare de Nisterud
La gare de Nisterud est une halte ferroviaire norvégienne de la commune de Skien.

## Situation ferroviaire
La gare est située dans la commune de Skien, comté du Telemark, et se trouve à 168,42 km d'Oslo.

## Histoire
La gare a été ouverte deux ans après l'ouverture de la  ligne de Bratsberg. Le 1er janvier 1973, la gare est rétrogradée au rang de halte ferroviaire.

## Service des voyageurs

### Accueil
La halte n'a ni salle d'attente ni automate mais a tout de même une aubette

### Desserte
La gare est desservie par des trains locaux de la ligne 52 reliant Notodden à Porsgrunn.

### Intermodalité
Il n'y a pas de transports en commun disponibles à proximité.